# Pomino Vin Santo bianco
Il Pomino Vin Santo bianco è un vino DOC la cui produzione è consentita nella provincia di Firenze.

## Caratteristiche organolettiche
- colore: dal giallo paglierino all'ambrato intenso.
- odore: etereo, intenso.
- sapore: armonico, vellutato.

## Produzione
Provincia, stagione, volume in ettolitri
- Firenze  (1990/91)  78,0
- Firenze  (1991/92)  123,0
- Firenze  (1992/93)  180,0
- Firenze  (1993/94)  162,0